# Cyclisme aux Jeux de l'Empire britannique de 1934
 (mai 2024).
Navigation
Sydney 1938
Le cyclisme aux Jeux de l'Empire britannique de 1934 fut la première apparition du cyclisme aux Jeux du Commonwealth. Les épreuves se sont déroulées au Fallowfield Stadium de Manchester, bien que les Jeux soient organisés à Londres. Les épreuves ont eu lieu le dernier jour des Jeux, le 11 août 1934.

## Tableau des médailles
- Pays organisateur (Angleterre, Londres)

| Place | Pays                           | Médaille d'or | Médaille d'argent | Médaille de bronze | Total |
| ----- | ------------------------------ | ------------- | ----------------- | ------------------ | ----- |
| 1     | Australie                      | 1             | 1                 | 0                  | 2     |
| 1     | Canada                         | 1             | 1                 | 0                  | 2     |
| 3     | Angleterre (pays organisateur) | 1             | 0                 | 1                  | 2     |
| 4     | Afrique du Sud                 | 0             | 1                 | 2                  | 3     |
| Total | 4 pays médaillés               | 3             | 3                 | 3                  | 9     |

## Podiums
| Epreuve          | Or                   | Argent                   | Bronze                |
| ---------------- | -------------------- | ------------------------ | --------------------- |
| Contre la montre | Dunc Gray (AUS)      | Bob McLeod (CAN)         | Ted Clayton (SAF)     |
| Sprint 1000 yd   | Ernest Higgins (ENG) | Horace Pethybridge (AUS) | Ted Clayton (SAF)     |
| 10 mile Scratch  | Bob McLeod (CAN)     | Ted Clayton (SAF)        | William Harvell (ENG) |

## Résultats

### 1 000 m Contre la montre
| Pos | Cycliste        | Temps            |
| --- | --------------- | ---------------- |
| 1   | Dunc Gray       | 1 min 16 s 2/5   |
| 2   | Bob McLeod      | 1 min 18 s       |
| 3   | Ted Clayton     | 1 min 18 s 3/5   |
| 4   | Frank Grose     | 1 min 20 s 2/5   |
| 5   | William Harvell | 1 min 21 s 3/5   |
| 6   | Denis J Corr    | 1 min 22 s 1/5   |
| 8   | William W Tagg  | 1 min 23 s       |
| 9   | F O Jones       | 1 min 16 s 2/5 s |

### 10 mile scratch race
| Pos | Cycliste        | Temps           |
| --- | --------------- | --------------- |
| 1   | Bob McLeod      | 24 min 26 s 1/5 |
| 2   | Ted Clayton     | une demi-roue   |
| 3   | William Harvell | Inconnu         |
| 4   | Frank Grose     | Inconnu         |

### Sprint 1,000 yards
Heat 1
| Pos | Cycliste           |
| --- | ------------------ |
| 1   | Horace Pethybridge |
| 2   | G Turner           |
| 3   | William W Tagg     |

Heat 2
| Pos | Cycliste       |
| --- | -------------- |
| 1   | Ernest Higgins |
| 2   | D McKenzie     |
| 3   | H Brown        |

Heat 3
| Pos | Cycliste     |
| --- | ------------ |
| 1   | Ted Clayton  |
| 2   | Frank Grose  |
| 3   | Denis J Corr |

Demi-finale 1
| Pos | Cycliste       |
| --- | -------------- |
| 1   | Ernest Higgins |
| 2   | Ted Clayton    |

Demi-finale 2
| Pos | Cycliste           |
| --- | ------------------ |
| 1   | Horace Pethybridge |
| 2   | Frank Grose        |

Finale
| Pos | Cycliste           | Temps          |
| --- | ------------------ | -------------- |
| 1   | Ernest Higgins     | 1 min 58 s 4/5 |
| 2   | Horace Pethybridge | 2 longueurs    |
| 3   | Ted Clayton        | Inconnu        |